# Vườn quốc gia Manas
Vườn quốc gia Manas hay Khu bảo tồn động vật hoang dã Manas (Phát âm:ˈmʌnəs) (tiếng Assam: মানস ৰাষ্ট্ৰীয় উদ্যান, Manôx Rastriyô Udyan) là một vườn quốc gia, một Di sản thế giới của UNESCO, khu bảo tồn dự án Hổ, khu bảo tồn voi và một khu dự trữ sinh quyển ở Assam, Ấn Độ. Vườn quốc gia này nằm tại các đồi thuộc chân dãy núi Himalaya với một phần kéo dài qua Bhutan, tiếp giáp với Vườn quốc gia Hoàng gia Manas. Nơi đây được biết đến các loài hoang dã có nguy cơ tuyệt chủng mà không nơi nào trên thế giới có được như rùa Assam, thỏ Assam, voọc vàng và lợn rừng lùn cùng quần thể Trâu rừng hoang dã.

## Tên gọi
Tên gọi vườn quốc gia này lấy theo tên sông Manas, đặt theo tên của thần rắn Manasa. Sông Manas là một nhánh chính của sông Brahmaputra, chảy qua trung tâm của vườn quốc gia này.

## Lịch sử
Manas được tuyên bố là khu bảo tồn vào ngày 1 tháng 10 năm 1928 với diện tích ban đầu 360 km². Khu dự trữ sinh quyển Manas được thành lập năm 1973. Trước khi là một khu bảo tồn, Manas từng là một khu rừng hoàng gia Manas và rừng hoàng gia Bắc Kamrup được triều đại Koch và Raja ở Gauripur dành làm khu bảo tồn săn bắn. Đến năm 1951 và 1955, diện tích của khu bảo tồn tăng lên thành 391 km². Nó được UNESCO công nhận là Di sản thế giới vào tháng 12 năm 1985. Năm 1990, khu bảo tồn Manas được sáp nhập thêm phần diện tích của Rừng hoàng gia Kahitama, Kokilabari và Panbari hình thành lên Vườn quốc gia Manas. Năm 1992, UNESCO đã đưa ra các mối lo ngại về nạn săn bắn động vật hoang dã cũng như tình trạng khủng bố trong khu vực và liệt Manas vào danh sách di sản thế giới bị đe dọa. Vào ngày 25 tháng 2 năm 2008, vườn quốc gia Manas tiếp tục được mở rộng diện tích thành 950 km². Vào ngày 21 tháng 6 năm 2011, UNESCO đã có những khen ngợi vì nỗ lực bảo tồn tại Manas, và nó đã được xóa khỏi danh sách di sản thế giới bị đe dọa.

## Địa lý
Về mặt hành chính, vườn quốc gia thuộc huyện Chirang và Baksa, bang Assam, Ấn Độ. Nó được bao phủ bởi những cánh rừng rậm nằm ở chân đồi phía đông dãy núi Himalaya. Sông Manas chảy qua phía tây vườn quốc gia cũng là dòng chảy chính. Nó là một nhánh chính của sông Brahmaputra và tách thành hai con sông Bwrsi và Bholkaduba khi chảy xuống đồng bằng. Năm con sông nhỏ khác cũng chảy qua vườn quốc gia nằm trên một thềm phù sa rộng, thấp trải rộng dưới chân đồi bên ngoài dãy núi Himalaya. Sông Manas cũng chính là biên giới quốc tế giữa Ấn Độ và Bhutan. Phía bắc của vườn quốc gia là savan với địa chất đá vôi và sa thạch trong khi đồng cỏ phía nam hình thành trên các lớp trầm tích.
Tổng diện tích của vườn quốc gia là 950 km² với độ cao dao động từ 61-110 mét so với mực nước biển trung bình. Khí hậu tương đối dễ chịu, từ 15-37 độ C. Mùa mưa tại vườn quốc gia tập trung từ tháng 5 đến tháng 9 với tổng lượng mưa trung bình năm là 333 cm.

## Động thực vật

### Thực vật
Những cánh rừng gió mùa của Manas nằm trong vùng sinh thái Rừng bán thường xanh Thung lũng Brahmaputra. Sự kết hợp giữa vùng đất thấp Terai với Himalaya và địa hình ven sông tạo nên các khu Rừng lá rộng cận nhiệt đới Himalaya làm cho nó trở thành một trong những khu vực đa dạng sinh học phong phú nhất trên thế giới. Thảm thực vật chính của vườn quốc gia gồm: Rừng bán thường xanh ở phía bắc, rừng rụng lá khô và ẩm ướt Đông Himalaya (loại phổ biến nhất), đồng cỏ savan phù sa thấp và đồng cỏ phù sa bán thường xanh thung lũng Assam.
Tổng cộng có 543 loài thực vật đã được ghi nhận từ vùng lõi, trong đó có 374 loài hai lá mầm,139 loài một lá mầm, 30 loài dương xỉ và hạt trần. Một số loài phổ biến gồm Aphanamixis polystachya, Anthocephalus chinensis, Syzygium cumini, Syzygium formosum, Syzygium oblatum, Bauhinia purpurea, Mallotus philippensis, Cinnamomum tamala, Actinodaphne obvata, Bombax ceiba, Sterculia villosa, Dillenia indica, Dillenia pentagyna, Careya arborea, Lagerstroemia parviflora, Lagerstroemia speciosa, Terminalia bellirica, Terminalia chebula, Trewia polycarpa, Gmelina arborea, Oroxylum indicum và Bridelia. Đồng cỏ bị chi phối bởi các loài Imperata cylindrica, Saccharum naranga, Phragmites karka, Arundo donax, Dillenia pentagyna, Phyllanthus emblica, Bombax ceiba, và các loài Clerodendrum, Leea, Grewia, Premna, Mussaenda.

### Động vật
Vườn quốc gia ghi nhận có 55 loài động vật có vú, 450 loài chim, 50 loài bò sát, 3 loài lưỡng cư, trong số này có 31 loài bị đe dọa. Một số loài có thể kể đến Voi Ấn Độ, Tê giác Ấn Độ, Bò tót, Trâu nước, Hươu đầm lầy Ấn Độ, Hổ Bengal, Báo Ấn Độ, Báo gấm, Báo lửa, Báo đen, Sói đỏ, Voọc Nam Á, Voọc vàng, Khỉ mốc, Cu li chậm, Vượn mày trắng, Rái cá lông mượt, Gấu lợn, Mang, Hươu vàng, Nai, Hươu đốm. Đặc biệt, vườn quốc gia Manas là nơi bảo tồn động vật hoang dã quý hiếm và có nguy cơ tuyệt chủng không tìm thấy ở bất kỳ nơi nào khác trên thế giới là rùa Assam, thỏ Assam, voọc vàng và lợn rừng lùn.
Manas là nơi sinh sống của hơn 450 loài chim, trong đó có loài Ô tác Bengal không được tìm thấy ở bất cứ nơi nào khác. Một số loài chim hoang dã khác gồm Hồng hoàng, Gà rừng, Chào mào, Vịt vàng, Diệc bạch, Gà lôi Kalij, Bồ nông, Diều cá bé, Diều hoa Miến Điện, Cắt, Ó cá, Diệc, Trảu, Chích chòe, Cao cát khoang Malabar, Cao cát xám Ấn Độ, Diều mướp, Công lam Ấn Độ.

## Hình ảnh

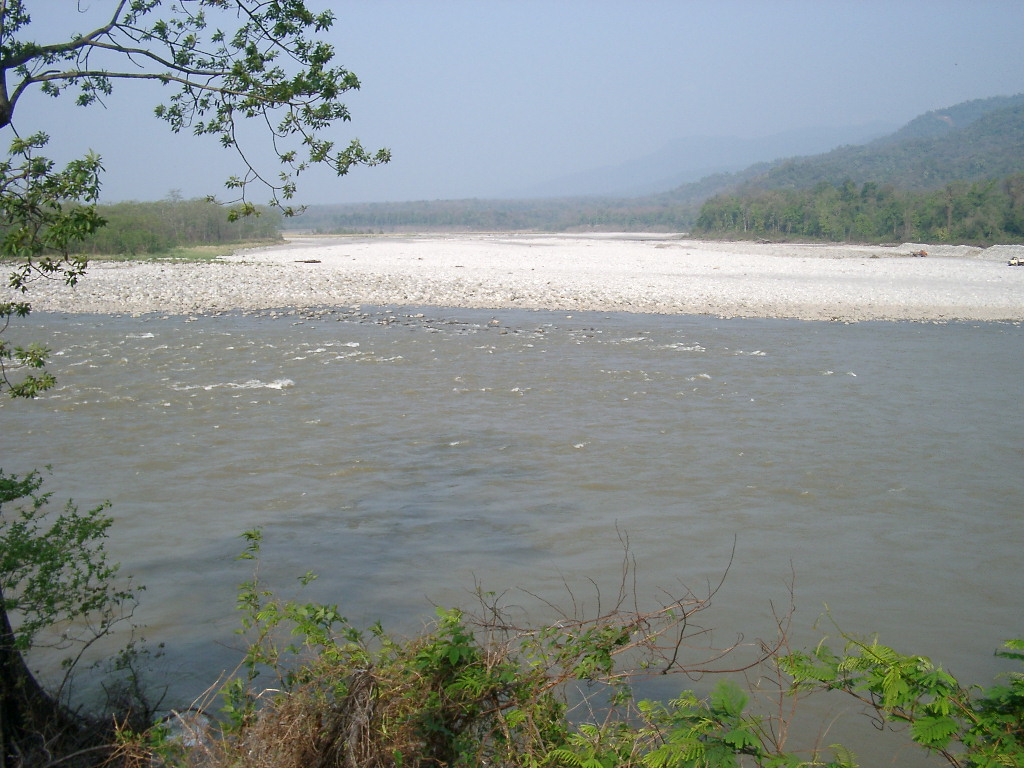
Sông Manas
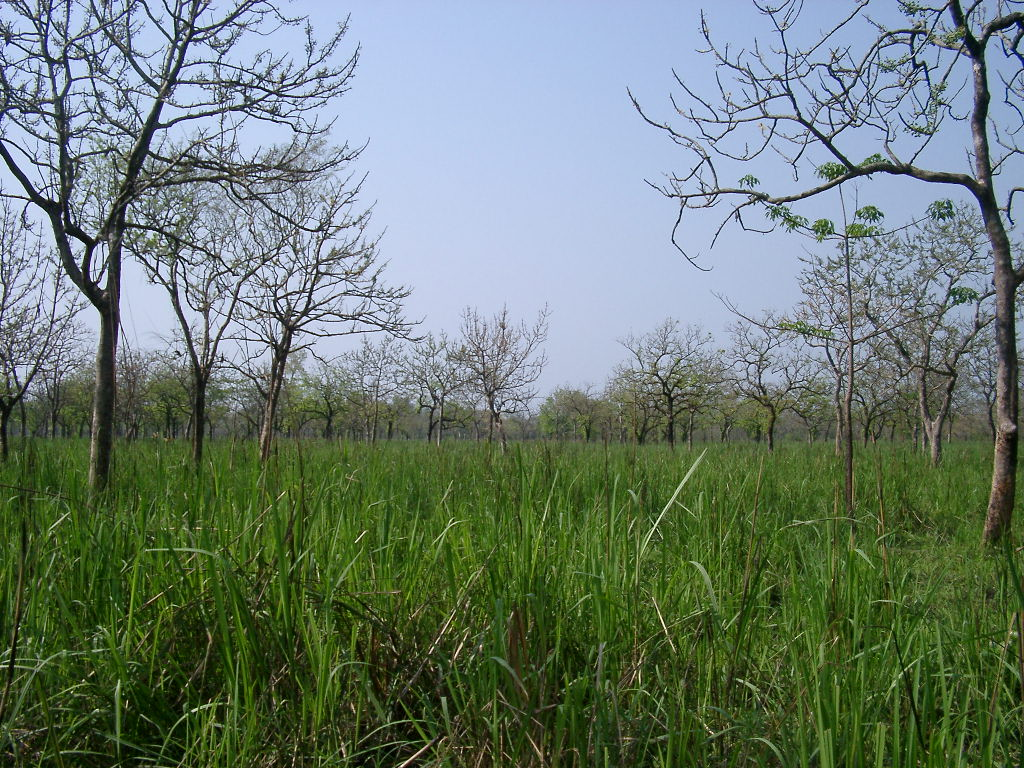
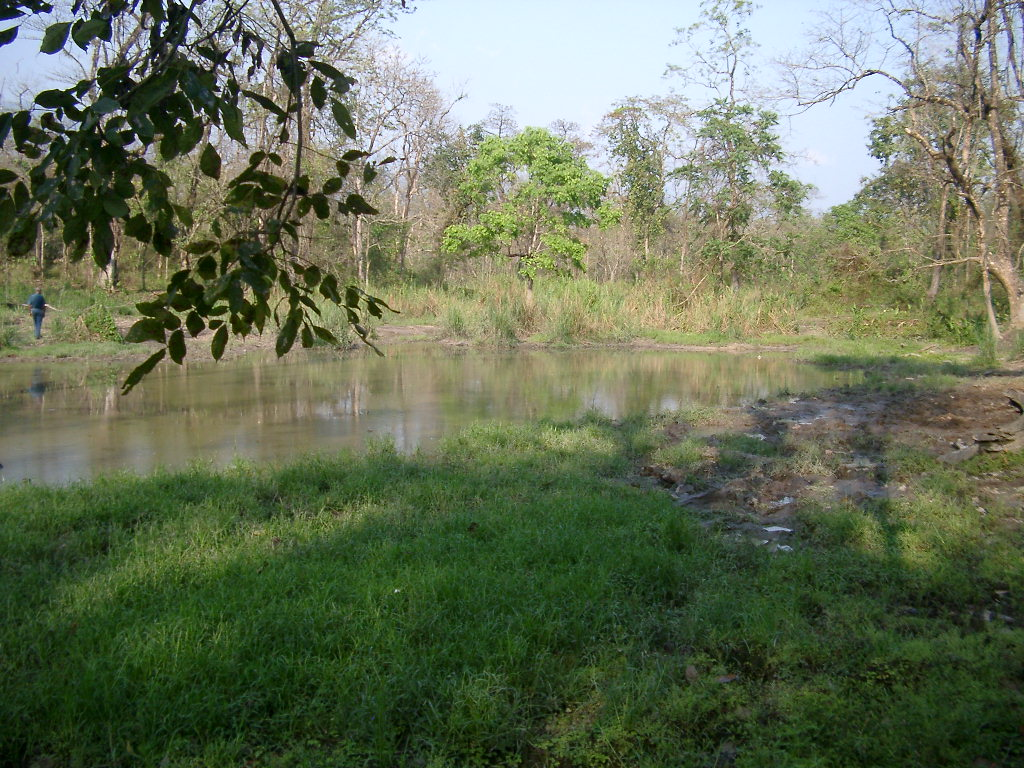
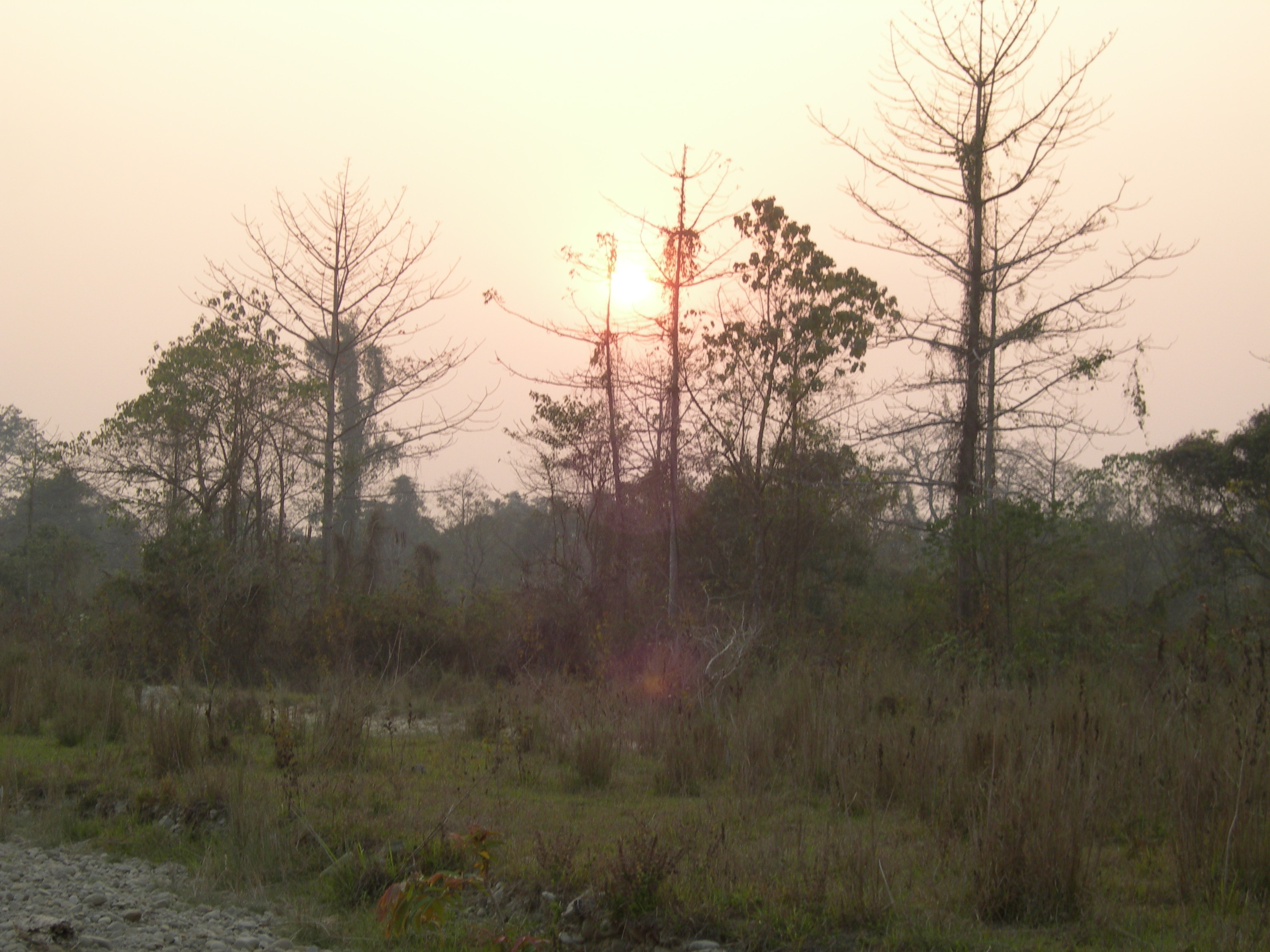
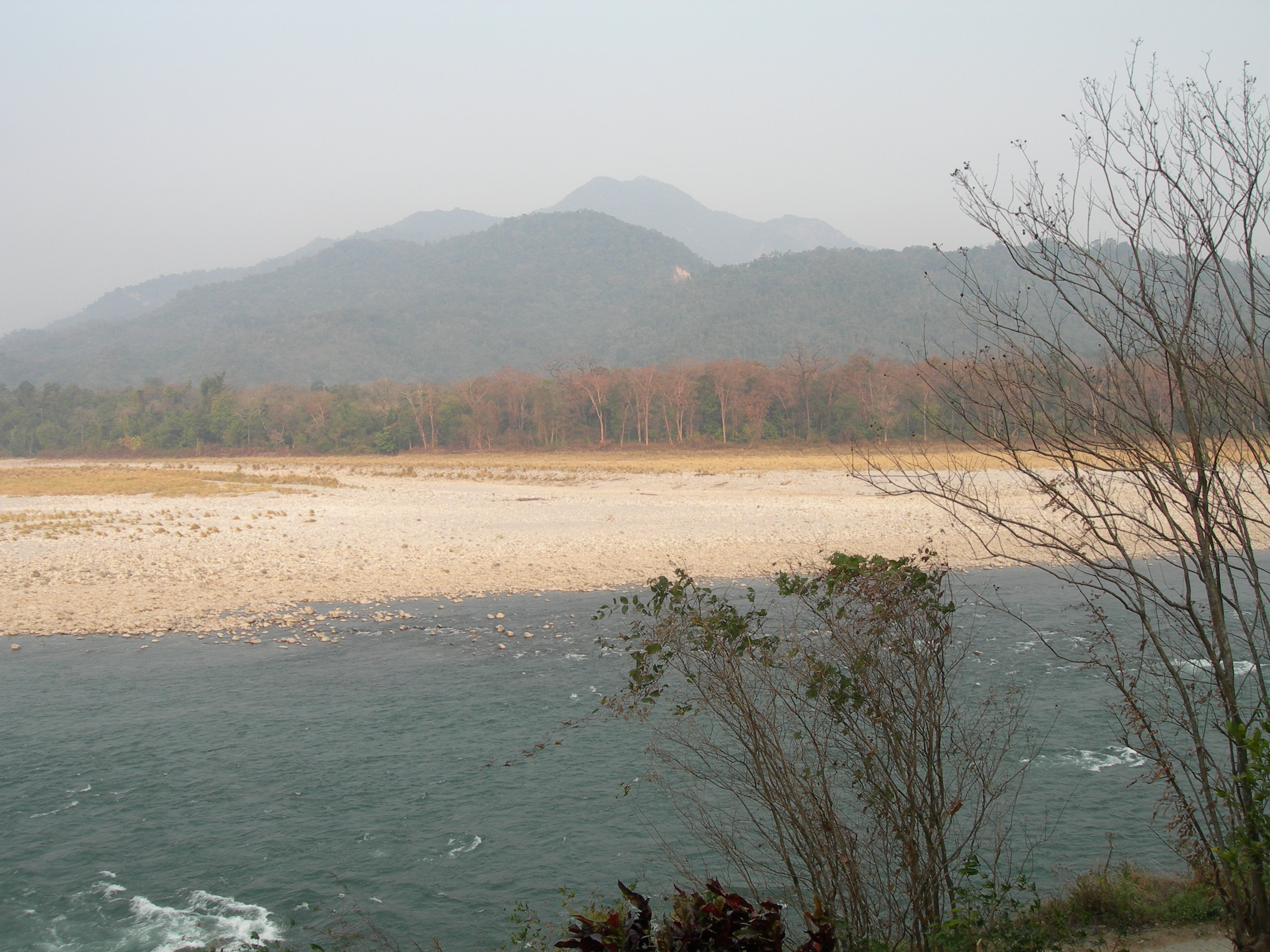
Cảnh núi non
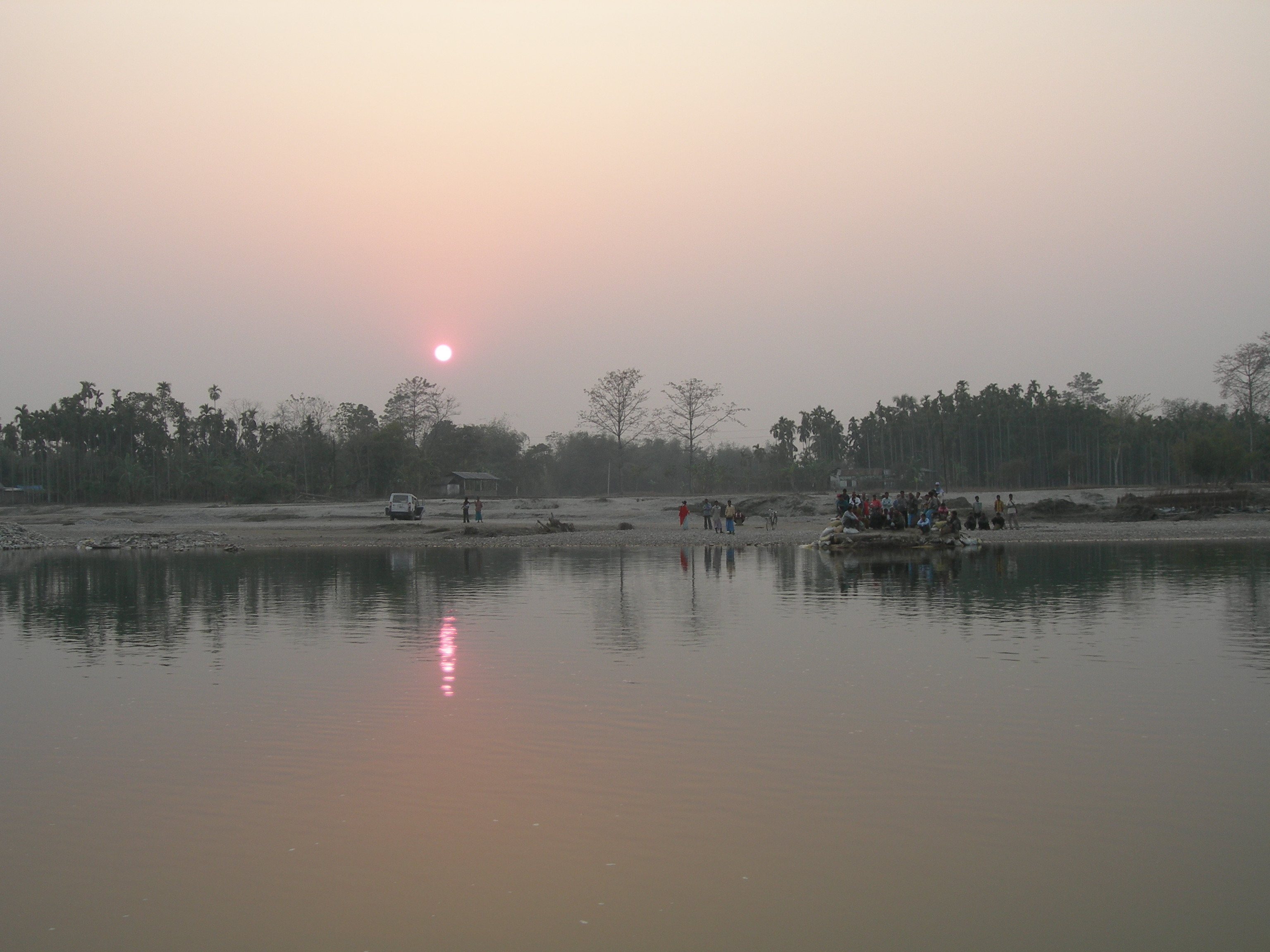
Hoàng hôn